# رافائل فونسکا
رافائل فونسکا (پرتغالی: Rafael Fonseca) بازیکن فوتبال اهل پرتغال است.
از باشگاه‌هایی که در آن بازی کرده‌است می‌توان به باشگاه فوتبال زیر ۲۳ سال یوونتوس اشاره کرد.